# محمود بلعيد
محمود بلعيد، هو كاتب وطبيب نفسي، وروائي تونسي، ولد بتونس سنة 1938.
تخرج من كلية طب الأسنان بباريس. صدرت له مجموعة قصصية ترجم بعضها إلى اللغة الإنجليزية، ومن هذه المجموعات:
- «أصداء في المدينة».
- «عندما تدق الطبول».
- «القط جوهر».
- «عصافير الجنة».